# La descarriada
La descarriada es una película española del año 1972 dirigida por Mariano Ozores

## Argumento
Lina Morgan interpreta a Nati, una prostituta huérfana que ejerciendo su profesión busca sacar adelante a sus tres hermanos pequeños. Nati no lo consigue, resulta ser muy torpe para su trabajo y también para otros que sus amigos le intentan dar. Para colmo, le debe dinero a su protector, Florencio (José Luis López Vázquez). Un día ve cómo su suerte tiene la oportunidad de cambiar con la entrada en su vida de un hombre rico y guapo con problemas matrimoniales…
- Datos: Q5966475